# Alan Fletcher
Alan Fletcher (Perth (West-Australië), 30 maart 1957) is een Australisch acteur en zanger.

## Levensloop
Fletcher begon zijn carrière als acteur in 1977 in de Australische politieserie Cop Shop. In 1982 was hij in twee afleveringen te zien van de Amerikaanse televisieserie The Love Boat. Verder speelde hij nog een aantal gastrollen tot hij in 1994 een hoofdrol kreeg in de soapserie Neighbours, als Karl Kennedy. Naast acteur is hij ook zanger bij de band Waiting Room. De band heeft meerdere tournees gemaakt en verschillende keren opgetreden in Groot-Brittannië. Fletcher nam in 2007 deel aan het programma Soapstar Superstar, de Britse versie van Steracteur Sterartiest dat uitgezonden werd op ITV. Hij eindigde op de zesde plaats en zong de volgende songs:
- Dag 1: Faith (George Michael)
- Dag 2: Bridge over Troubled Water (Simon & Garfunkel)
- Dag 3: Tears in Heaven (Eric Clapton)
- Dag 4: Can't Take My Eyes Off You (Andy Williams)
- Dag 5: Don't Let the Sun Go Down On Me (Elton John)

Fletcher is gehuwd met voormalig nieuwslezer Jennifer Hansen van Network Ten. Ze hebben samen twee kinderen.